# Center (Teksas)
Center – miasto w Stanach Zjednoczonych, w stanie Teksas, w hrabstwie Shelby.

## Galeria

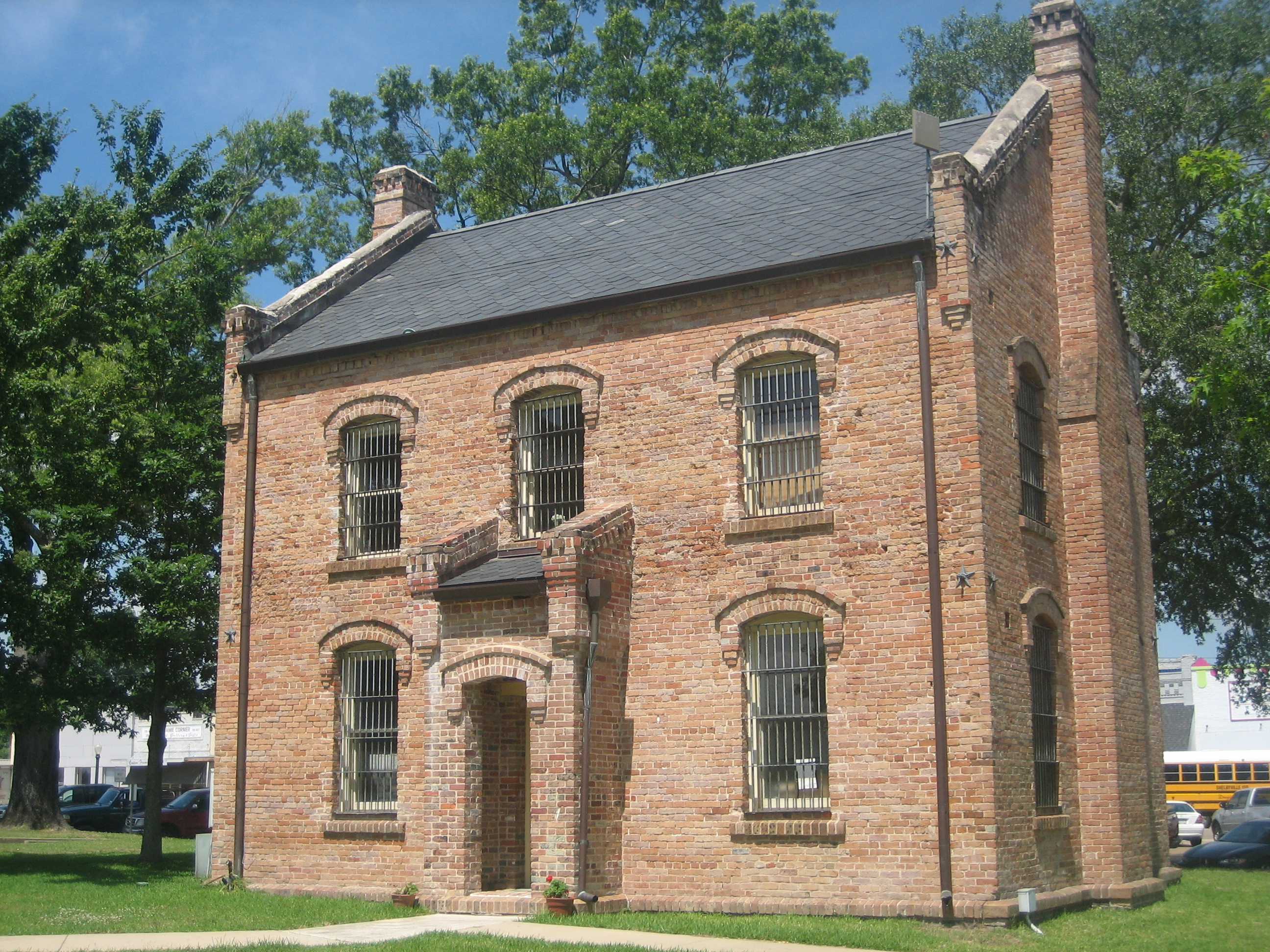
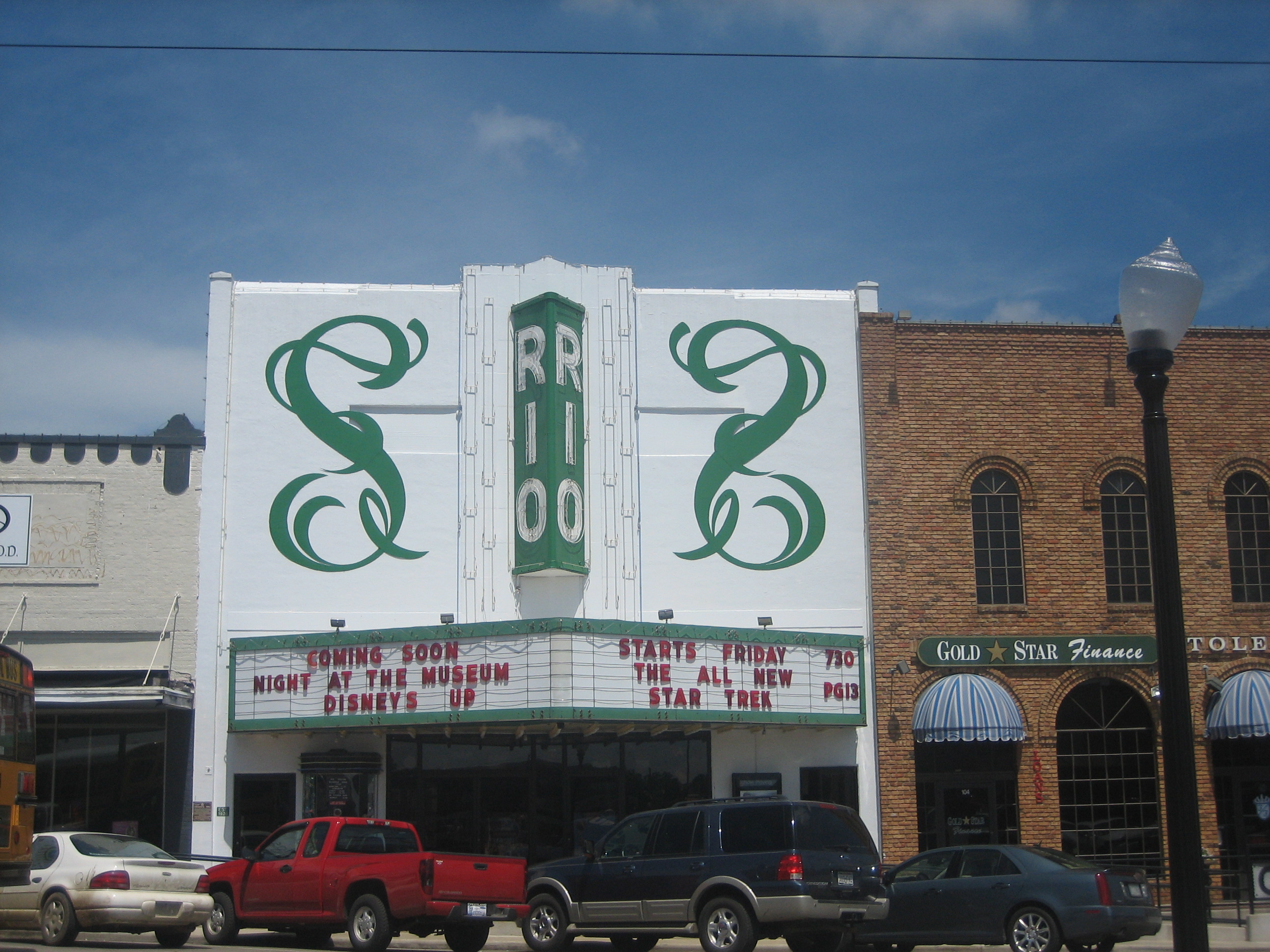
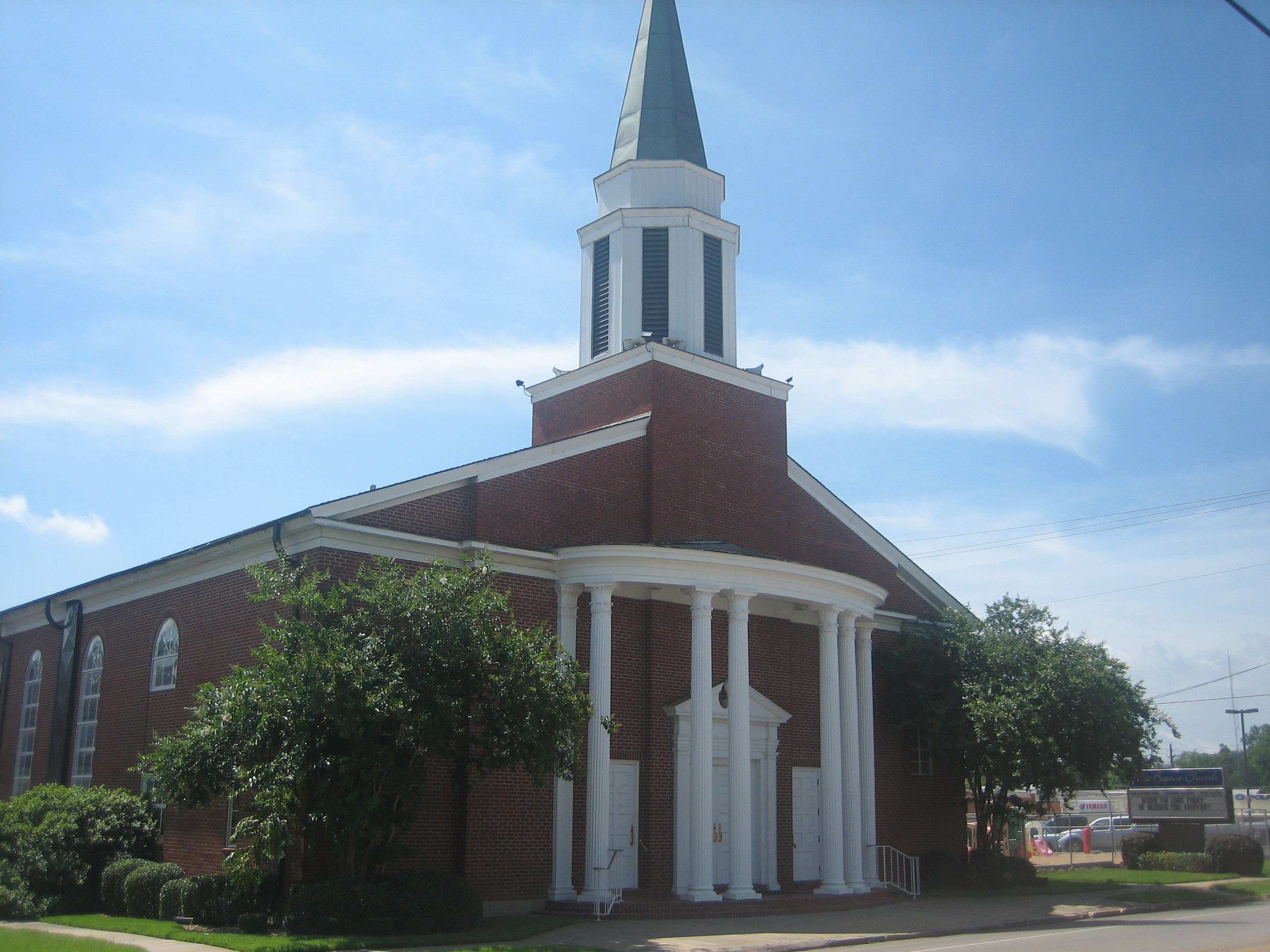
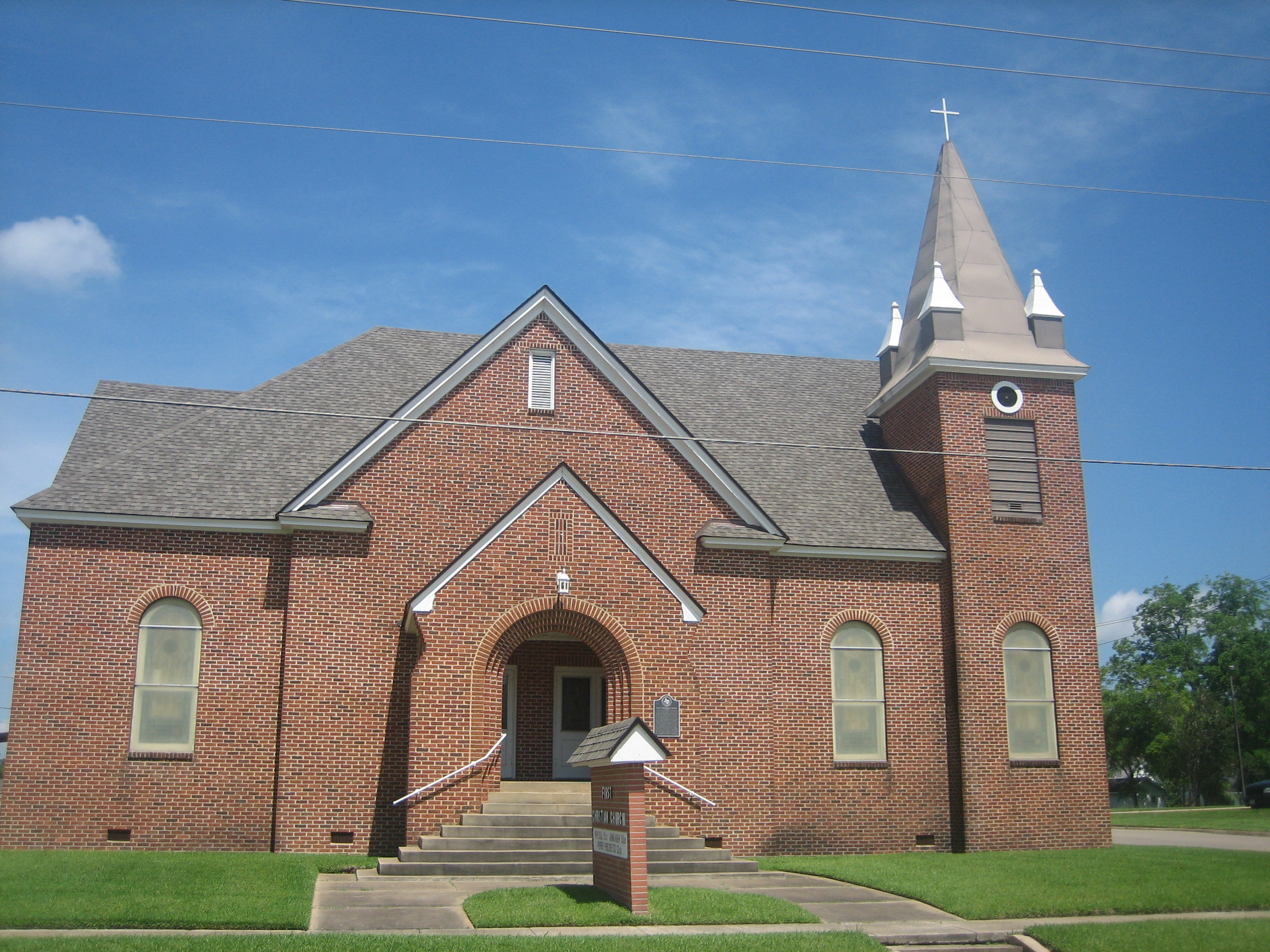

## Demografia
Według przeprowadzonego przez United States Census Bureau spisu powszechnego w 2010 miasto liczyło 5 193 mieszkańców, co oznacza spadek o 8,5% w porównaniu do roku 2000. Natomiast skład etniczny w mieście wyglądał następująco: Biali 45,8%, Afroamerykanie 33,1%, Azjaci 0,8%, pozostali 20,3%.